# Ameridion unanimum
Ameridion unanimum är en spindelart som först beskrevs av Eugen von Keyserling 1891.  Ameridion unanimum ingår i släktet Ameridion och familjen klotspindlar. Inga underarter finns listade i Catalogue of Life.